# Filialkirche Scheffau

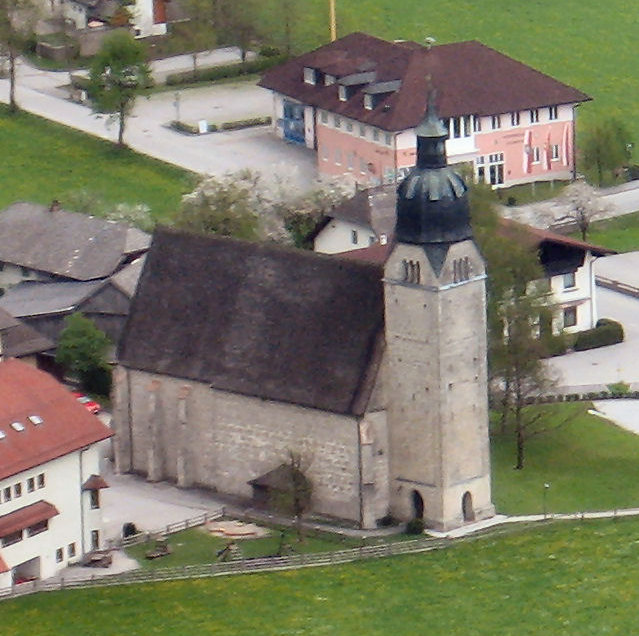
St. Ulrich in Scheffau am Tennengebirge

Die Filialkirche Scheffau in Unterscheffau, Gemeinde Scheffau am Tennengebirge, ist eine römisch-katholische Filialkirche der Pfarre Golling im Bezirk Hallein im Bundesland Salzburg. Sie ist dem heiligen Ulrich geweiht, das Patroziniumsfest wird am 4. Juli begangen. Das Bauwerk steht unter Denkmalschutz (Listeneintrag).

## Geschichte
Das waldreiche Gebiet rund um Scheffau gelangte im Jahr 1130 durch eine Schenkung des Erzbischofes Konrad I. an das Salzburger Domkapitel. 

Über die Gründung der ersten Kirche fehlen verlässliche Quellen. Deshalb kann das Patrozinium des Hl. Ulrich als Anhaltspunkt dienen: Die Verehrung dieses heiligen Bischofes ist hier frühestens für das 13. Jahrhundert belegt. Der zweite Patron der Kirche dürfte der selige Rudolf gewesen sein, da die älteste Glocke, die wahrscheinlich aus dem 14. Jahrhundert stammte, nicht nur Ulrich, sondern auch Rudolf geweiht war. 
Des Weiteren wurde im Jahr 1475 der Capelle s. Rudolphi ein Ablass verliehen. 
Der bestehende spätgotische Kirchenbau stammt im Wesentlichen aus dem späten 15. Jahrhundert – das Gewölbe unter der Westempore trägt die Jahreszahl 1473. Der Chor wurde im Jahr 1500 durch den Salzburger Erzbischof Leonhard von Keutschach geweiht.
Am 11. Juli 2010 wurde auf der Empore eine neue Kirchenorgel mit 15 Registern durch den Salzburger Erzbischof Alois Kothgasser installiert, sie stammt aus der Orgelbauwerkstätte Kögler in St. Florian in Oberösterreich.

## Kirchenbau

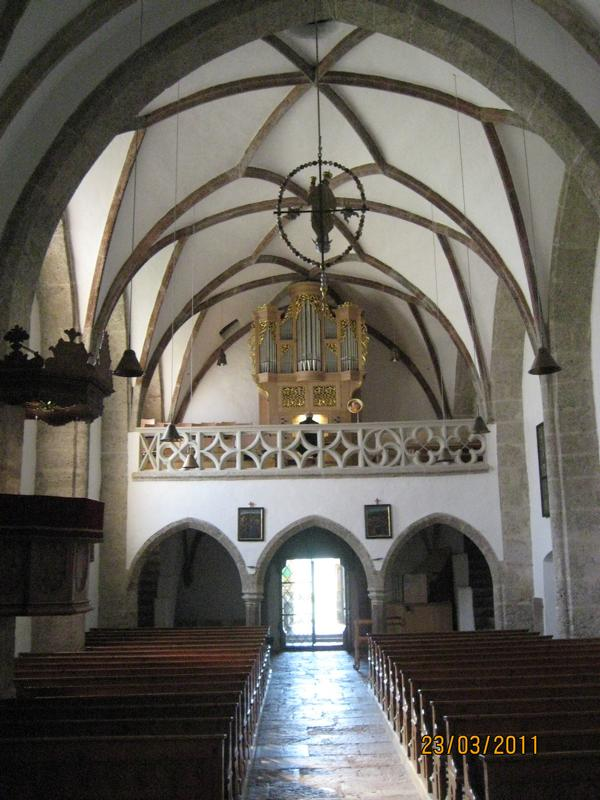
Innenansicht der Kirche

Die Scheffauer Kirche ist eine spätgotische Wandpfeilerkirche.
Bei der Kirche handelt es sich um einen massigen Bau aus unverputzten Nagelfluhquadern mit steilem Satteldach über dem gleich hohen Langhaus wie Chor. Der vorgebaute Westturm ist ungegliedert und hat eine welsche Haube aus dem Jahr 1793 als Kirchturmspitze. Ursprünglich hatte er einen spitzen gotischen Turm.
Das einschiffige und dreijochige Langhaus hat ein Netzrippengewölbe in Form eines vierteiligen Rautensterns auf Wandpfeilern mit vorgelegten Runddiensten, in welche die Gewölberippen einschneiden, die großteils aus Adneter Marmor gefertigt wurden.
Die ursprünglichen südlichen Chor- und Langhausfenster mit Heiligendarstellungen stammen aus dem Jahr 1499, wurden aber bei einer Renovierung 1886 vereinigt.

## Ausstattung
Der am Hochaltar dargestellte Kirchenpatron Ulrich stammt vom spätgotischen Schnitzer Lienhart Astl und stand ursprünglich im gotischen Altar aus dem Jahre 1515, der vom Hallstädter Meister für Scheffau geschaffen worden war. Im Jahre 1853 wurde dieser Altar in die Stiftskirche Nonnberg gebracht und gegen den Altar der Stiftskirche Nonnberg getauscht. Er stammt von Hans Waldburger und war 1628 für Nonnberg angefertigt worden. Lediglich die Ulrichsstatue verblieb nach 1853 in Scheffau und wurde in den Waldenburger-Altar eingefügt. Die aufgestellte hölzerne Pietà stammt aus dem Jahr 1550 und befindet sich seit 1963 auf einer modernen Wandkonsole über dem Altar. Das darüberhängende Kruzifix ist ein Werk aus dem späten 14. Jahrhundert.
Aus dem 15. Jahrhundert stammen ein gotischer Opferstock und ein Weihwasserbecken aus rotem Marmor beim Westportal.
Beim Nordausgang ist ein Grabstein aus dem 14. Jahrhundert eingelassen. Die übrige Einrichtung stammt überwiegend aus der Barockzeit.
Die hölzerne Kanzel mit imitierter Brandmalerei ist mit 1723 datiert.
Die 14 Kreuzwegstationen aus dem 18. Jahrhundert sind eine Dauerleihgabe der Kirche St. Margarethen im Lungau.
Auf der Orgelempore wird eine wertvolle Sammlung volkstümlicher Hinterglasbilder aus dem 18., 19. und 20. Jahrhundert aufbewahrt.

## Die Orgel
Die Kirche hatte auch schon früher Orgelinstrumente, genauere Angaben zu diesen sind leider nicht bekannt. Am 19. August 1879 wurde der Ankauf eines Positivs aus der Pfarrkirche Hallein mit 4 Registern bewilligt, da „[...] die bestehende Orgel recht schadhaft, fast unbrauchbar wird und auf jeden Fall deren Renovierung für das Vermögen der armen Kirche kostspielig würde“. Das neue Instrument aus dem Jahre 2010 ist also zumindest das 3. nachgewiesene Instrument in der Scheffauer Kirche. Sie wurde von Orgelbau Kögler geschaffen, hat 15 Register auf zwei Manualen und ein Pedal und ist mechanisch und konsequent nach klassischen Orgelbauprinzipien ausgeführt, damit eine lange Lebensdauer erreicht werden kann.

### Disposition 2010
| I Hauptwerk C–g’’’ |       |
| Principal          | 8′    |
| Gedackt            | 8′    |
| Gamba              | 8′    |
| Octav              | 4′    |
| Superoctav         | 2′    |
| Mixtur IV          | 1 ⁄3′ |

| II Brustwerk C–g’’’ |    |
| Holzgedackt         | 8′ |
| Flöte               | 4′ |
| Waldflöte           | 2′ |
| Cornett II          |    |
| Dulcian             | 8′ |

| Pedal C–f’ |     |
| Subbass    | 16′ |
| Octavbass  | 8′  |
| Octave     | 4′  |
| Posaune    | 16′ |

- Koppeln: II/I, I/P.
- Tremulant auf das ganze Werk.